# (83982) Crantor
Pour les articles homonymes, voir Crantor.
(83982) Crantor est une planète mineure du système solaire faisant partie de la famille des centaures. Il a été découvert le 12 avril 2002 par NEAT.
Il est en résonance 1:1 avec Uranus et serait sur une orbite en fer à cheval par rapport à cette planète. 

## Compléments